# Simon Annand
Simon Annand (* 17. April 1955 in Crowthorne, Berkshire) ist ein britischer Fotograf. Seine Kunst widmet sich vorrangig der Fotografie von Schauspielern im Theater, kurz bevor sie auf die Bühne gehen.

## Werdegang
Aufgewachsen ist Simon Annand mit drei Geschwistern und einer Adoptivschwester in Crowthorne, einem kleinen Dorf im Südosten von Berkshire. Von 1968 bis 1973 besuchte er das Bradfield College in Berkshire, England.
Annand studierte an der technischen Hochschule Bristol Polytechnic in Bristol, die seit 1992 University of the West of England heißt, Politik und Philosophie. Zunächst brachte er sich selbst bei, Filme zu entwickeln und studierte dann ab 1989 Fotografie an der Universität Westminster, die zu dieser Zeit noch Polytechnic of Central London hieß. Er schloss einen Master in Film am London College of Printing an.
1980 arbeitete Annand als Barkeeper an der Theaterbar des „Lyric Hammersmith“ und schoss dort mit der Kamera eines Freundes seine ersten Bilder. 1982 begegnete er im Theater dem russischen Regisseur Yuri Lyubimov, der dort Dostojewskis „Schuld und Sühne“ inszenierte. Dieser gestattete ihm, Aufnahmen der Proben zu machen.  Das Ergebnis seiner Arbeit präsentierte Annand 1982 im Lyric Hammersmith Theater in seiner ersten eigenen Ausstellung „Crime and Punishment“. Von 1987 bis 1989 arbeitete Annand dann als Theaterfotograf im Old Vic Theatre unter dem britischen Theaterdirektor Jonathan Miller.
Später arbeitete Annand unter anderem für BBC, das National Theatre, die Royal Shakespeare Company, Sonia Friedman Productions, die Glyndebourne Opera, das Moscow Arts Theatre, das Odeon Theatre Paris und weitere Schauspielhäuser vor allem in England.

## Werke
Während der Jahre im Londoner Westend fotografierte Annand Schauspieler 35 Minuten vor ihrem Auftritt. Dieser zeitliche Abschnitt wird in der Regel mit der Lautsprecher-Durchsage „The Half“ angekündigt. Annand fotografierte in dieser Zeit Stars wie Jeremy Irons, während sie sich in ihren fiktionalen Charakter verwandelten. Sein Konzept behält Annand seit den 1980er Jahren bei und hat Prominente wie Daniel Day-Lewis, Judi Dench, Daniel Craig, Tilda Swinton, Cate Blanchett, Gillian Anderson, Rowan Atkinson und John Goodman porträtiert. „Mein Stil ist kein Stil“, sagt er. Für ihn zählt allein das, was die Porträtierten in diesem Moment ausstrahlen. Dem britischen „Independent“ sagt Annand:  „The dressing room is the physical space where the psychological negotiation between the actor and this fictional character can take place.“
Seit Mai 2018 wird Annand von Salz und Silber, Galerie und Verlag für Dokumentarfotografie, vertreten.

## Bildbände
- 2010 „The Half“, Faber & Faber, London, ISBN 0-571-23772-X[10]

Das Fotobuch „The Half“ des englischen Verlagshauses Faber & Faber zeigt auf 320 Seiten Schauspieler wie Cate Blanchett, Martin Sheen, Daniel Craig, Daniel Day-Lewis, Tilda Swinton, Helen Mirren, Daniel Radcliffe und Glenn Close. Judi Dench verfasste das Vorwort zum Bildband. Dort schreibt sie: „Simon Annand is one of the most amazing photographers I have had the pleasure of working with. He is an individualist with an eye for the unusual. The results speak for themselves.“ Der Band wurde 2014 eingestellt und die Rechte an den Fotografen zurückgegeben.
- 2017 „The Half“, Duku Cultural Exchange Ltd & New Star Press, Peking[10]

Eine chinesische Ausgabe des Bildbands veröffentlichte 2017 der chinesische Buchverlag Duku mit einer Auflage von 3.000 Exemplaren.

## Ausstellungen
Mit rund 20 Ausstellungen waren die Fotografien von Simon Annand weltweit zugänglich. Annand stellte seine Bilder unter anderem in Moskau, London, Paris, New York City oder Amsterdam aus. Eine Auswahl:
- 2018: Personal Theater, Galerie Z22, Berlin
- 2017: The Half, Schaezlerpalais, Augsburg[11]
- 2015: Brentwood Prize Exhibition 2015, ‘Portraits of Playwrights’, The Great Hall, Royal Exchange, Manchester[12]
- 2014–2015: The Half, Bakhrushin State Theatre Museum, Moskau[13]
- 2014: I Kiss The World, International Photography Festival, Amsterdam[14]
- 2013–2014: The Half, Royal Shakespeare Company, Stratford-upon-Avon[15]
- 2013: The Half, Theatre Royal, Plymouth[16]
- 2013: Belarus Free Theatre, London
- 2013: The Half, Woodville Arts Centre, Gravesend[17]
- 2012: The Half, Northwall Arts Centre, Oxford[18]
- 2012: The Making of Warhorse, National Theatre, London
- 2012: Simon Annand, Photo 12, Paris[19]
- 2012: The Half, The Players, New York City
- 2012: Simon Annand, Idea Generation Gallery, London[20]
- 2011: London, The Half, Stephen Joseph Theatre, Scarborough
- 2010: The Half, Focus Contemporary, Kapstadt[21]
- 2010: The Half, V&A Museum, London[22]
- 2009: The Half, V&A Tour of UK, including The Lowry
- 2009: Cello Cadendza, Kronberg Academy, Frankfurt am Main
- 2009: The Half, Arles International Photography Festival
- 2008: The Half, National Theatre, London
- 2005: The Dressing Room, Theatre Museum Covent Garden[23]
- 1985: House of Bernarda Alba: Nuria Espert, Lyric Theatre Hammersmith
- 1982: Crime and Punishment: Yuri Lyubimov, Lyric Theatre Hammersmith